# Chamerau

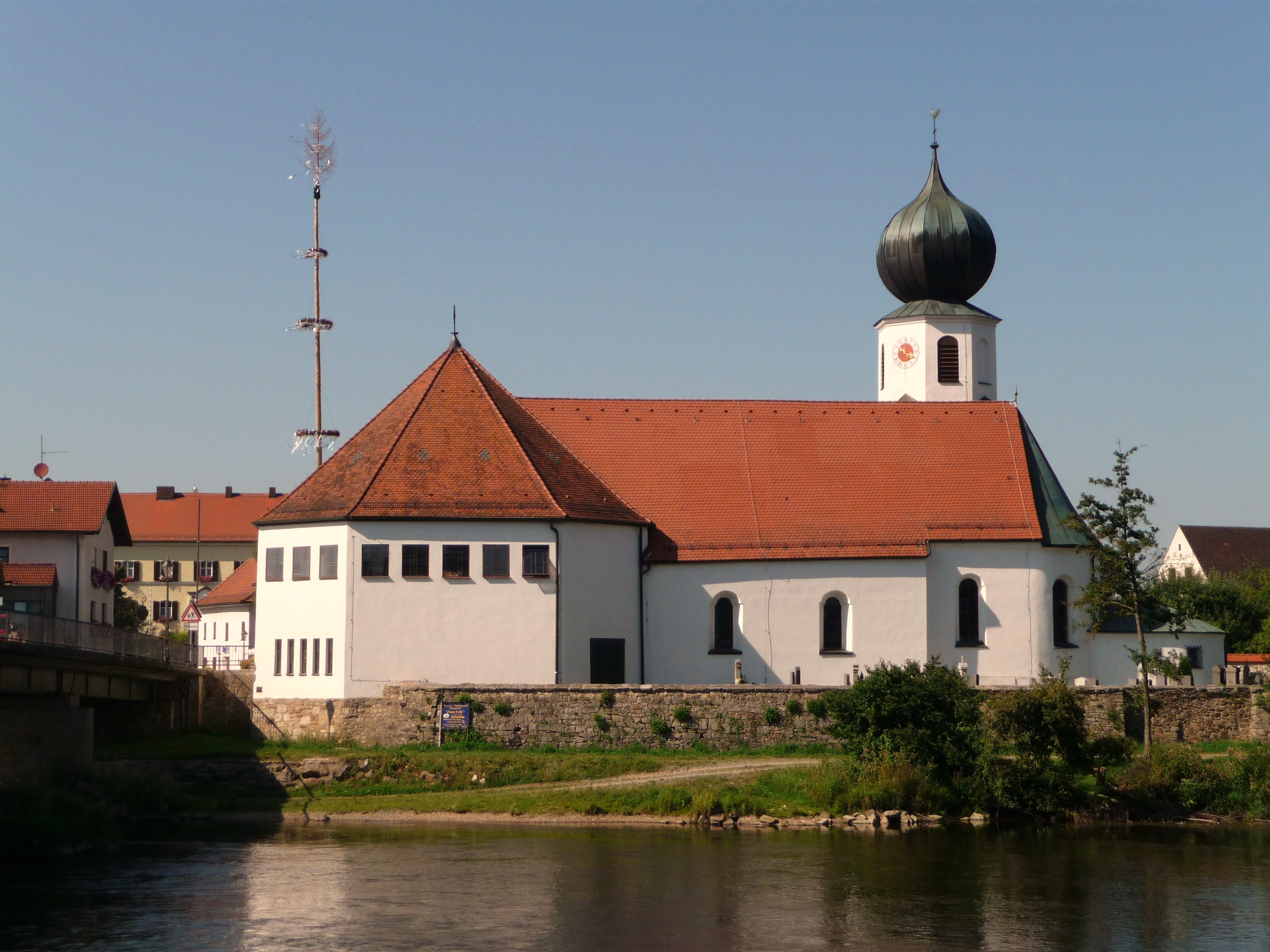
Die Pfarrkirche St. Peter und Paul

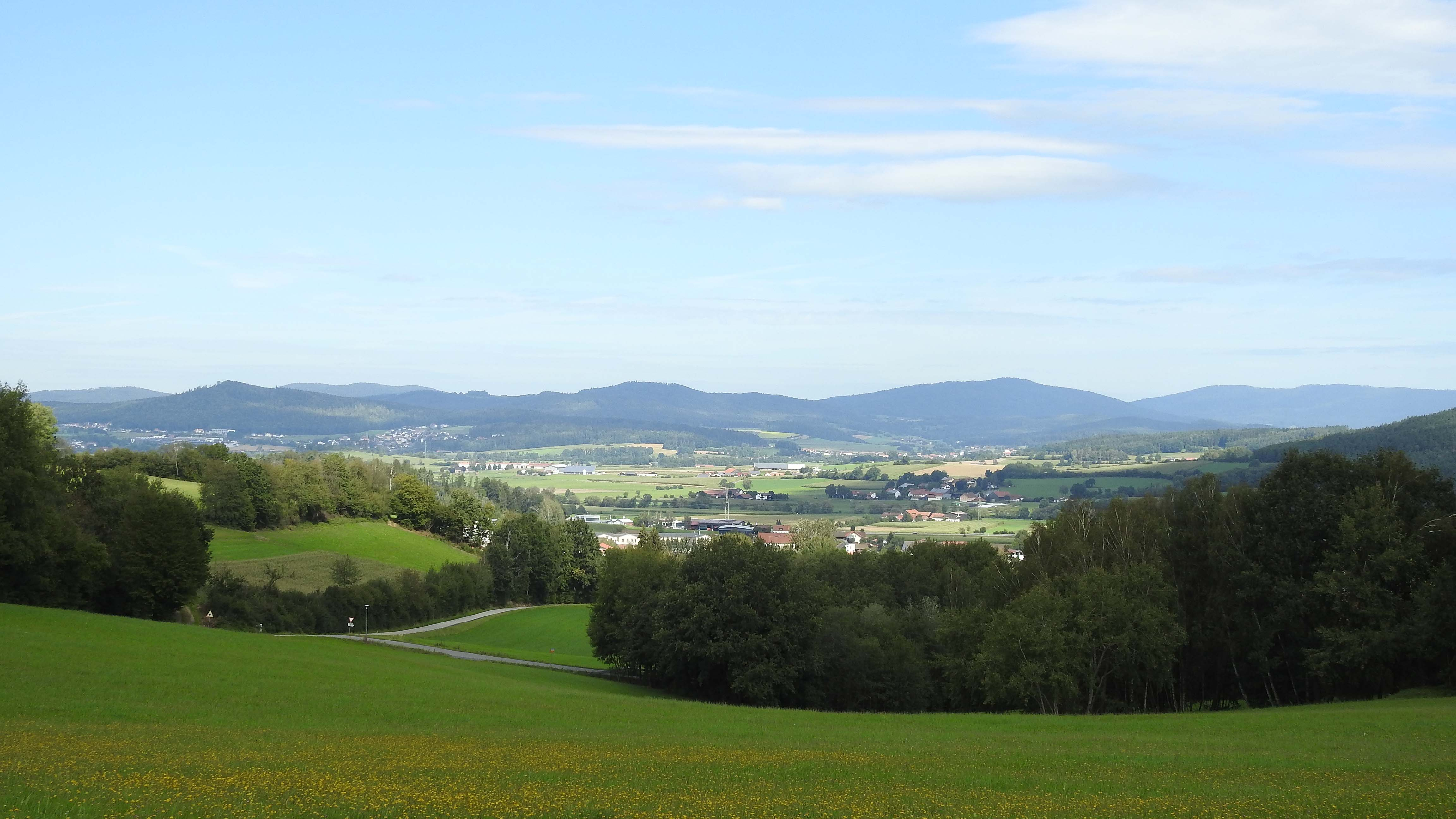
Chamerau von Süden

Chamerau ist eine Gemeinde im Oberpfälzer Landkreis Cham.

## Geografie

### Geografische Lage
Der Ort liegt im Naturpark Oberer Bayerischer Wald, einige Kilometer östlich der Kreisstadt Cham (Oberpfalz).

### Nachbargemeinden
Die Nachbargemeinden (im Uhrzeigersinn) sind: Weiding, Arnschwang, Bad Kötzting, Blaibach, Miltach, Zandt, Cham, Runding.
| Runding 2 km | Weiding 7 km                                | Arnschwang 10 km  |
| Cham 7 km    | Kompassrose, die auf Nachbargemeinden zeigt | Bad Kötzting 8 km |
| Zandt 5 km   | Miltach 4 km                                | Blaibach 6 km     |

### Gemeindegliederung
Es gibt 20 Gemeindeteile (in Klammern ist der Siedlungstyp angegeben):
- Bärndorf (Dorf)
- Breitensteinmühle (Einöde)
- Chamerau (Pfarrdorf)
- Gilling (Weiler)
- Gillisberg (Dorf)
- Grüben (Weiler)
- Haidstein (Kirche)
- Hochwies (Einöde)
- Hörwalting (Dorf)
- Kollmitz (Weiler)
- Lederdorn (Kirchdorf)
- Meinzing (Weiler)
- Moos (Dorf)
- Roßbach (Dorf)
- Roßberg (Dorf)
- Staning (Dorf)
- Urleiten (Weiler)
- Waldhäusl (Einöde)
- Wallmering (Weiler)
- Wölsting (Weiler)

Auf Gemeindegebiet gibt es die vier Gemarkungen Bärndorf, Chamerau, Haderstadl und Lederdorn. Bei der Gemarkung Haderstadl liegt nur der Gemarkungsteil 1 auf dem Gebiet der Gemeinde Chamerau, der Gemarkungsteil 0 liegt im Stadtgebiet von Cham.

## Geschichte

### Bis zum 19. Jahrhundert
Das Adelsgeschlecht der Chamerauer hatte seinen Stammsitz in Chamerau. Urkundlich wird 1180 ein Puchard de Chamerave genannt. Frühzeitig verlegten die Chamerauer ihren Sitz auf den nahen Haidstein und ließen Chamerau durch Pfleger verwalten.
Als Albrecht I. bei der Teilung Bayerns 1353 Herzog von Straubing-Holland wurde, lag die Verwaltung von Niederbayern-Straubing viele Jahre lang in den Händen der Chamerauer. 1452 starb Peter der Chamerauer. Die Burg kam durch Heirat 1474 an den Ritter Hans Türlinger, der sie 1495 an Herzog Albrecht IV. verkaufte. Sie verfiel nach 1500. Im Jahre 1811 kaufte der Schreiner Wolfgang Neumeier von Chamerau die Ruine vom bayerischen Staat um den Preis von 25 Gulden. 1817 fand man beim Wegräumen der damals noch kirchturmhoch stehenden Mauern viele Pfeile und einen goldenen Ring.
1818 wurde die Landgemeinde Chamerau durch das bayerische Gemeindeedikt gebildet.

### Eingemeindungen
Im Zuge der Gebietsreform in Bayern wurde am 1. Januar 1972 ein Teil der aufgelösten Gemeinde Bärndorf eingegliedert. Am 1. Juli 1972 kam ein Teil der ehemaligen Gemeinde Haderstadl hinzu. Am 1. Juli 1976 wurde die Gemeinde Lederdorn eingemeindet.

### Einwohnerentwicklung
Zwischen 1988 und 2018 wuchs die Gemeinde von 2426 auf 2602 um 176 Einwohner bzw. um 7,3 %.

## Politik

### Bürgermeister
Seit 1. Mai 2008 ist Stefan Baumgartner (CSU/Freie Wählergemeinschaft) Bürgermeister. Er wurde am 15. März 2020 mit 94,2 % der Stimmen für weitere sechs Jahre gewählt.

### Gemeinderat
Der Gemeinderat hat 14 Mitglieder. Bei der Wahl am 15. März 2020 ergab sich folgende Sitzverteilung:
- CSU/Freie Wählergemeinschaft 5 Sitze
- SPD/Freie Bürger 3 Sitze
- Interessengemeinschaft Lederdorn 4 Sitze
- Freie Wähler Chamerau-Lederdorn 2 Sitze

Gegenüber der Amtszeit 2014 bis 2020 musste die CSU/Freie Wählergemeinschaft ein Mandat an die Interessengemeinschaft Lederdorn abgeben.

### Wappen
| | Blasonierung: „In Silber unter einem waagrecht liegenden blauen Schwert schwebend ein golden bewehrter roter Eberrumpf.“ |
| Wappenbegründung: Der Eberrumpf ist das Wappenbild der Chamerauer, eines vom 11. bis zum 15. Jahrhundert im Oberen Bayerischen Wald reich begüterten Adelsgeschlechts mit Stammsitz in Chamerau (später Burg auf dem Haidstein); die Chamerauer waren ursprünglich Ministerialen der Markgrafen von Cham. Das Schwert, Attribut des Apostels Paulus, verweist auf die schon im 13. Jahrhundert bestehende Peter- und-Pauls-Kirche in Chamerau. | |

### Gemeindepartnerschaften
- Mórahalom, Ungarn

## Kultur und Sehenswürdigkeiten

### Bauwerke
Die ehemalige Burg Chamerau war der Sitz der Herren von Chamerau (1180 erstmals erwähnt). Bis auf wenige Spuren (Burgstall, Graben) ist nichts mehr von der Burg erhalten.
Die Pfarrkirche St. Peter und Paul wurde 1669 erbaut. Die Grundmauern des Turmes stammen aus dem 13. Jahrhundert. 1960 erhielt die Kirche eine Vergrößerung durch einen achteckigen Erweiterungsbau. Das Innere enthält Deckenfresken von 1753 und eine Rokokoausstattung. Bemerkenswert ist der große Taufstein aus dem 13. Jahrhundert mit Apostelfries.

### Naturdenkmäler
Der sogenannte „Steinerne Ritter“ oder auch „Roßstein“, ein geschliffener Stein im Regen, bildet den Hintergrund zu einer bekannten Sage.

## Verkehr

### Fernstraße
Chamerau liegt an der neu ausgebauten Bundesstraße 85, circa zehn Kilometer von der Kreisstadt Cham entfernt.

### Eisenbahn
In Chamerau liegt ein Haltepunkt an der Bahnstrecke Cham–Bad Kötzting, der von der Oberpfalzbahn bedient wird.

## Söhne und Töchter der Gemeinde
- Helmut Kiefl (* 1942), Politiker (CDU), Landtagsabgeordneter in Baden-Württemberg von 1996 bis 2006